# Az Oregon State Beavers női kosárlabdacsapata
Az Oregon State Beavers női kosárlabdacsapata a West Coast Conference tagjaként az NCAA I-es divíziójában képviseli az Oregoni Állami Egyetemet. Hazai létesítményük a Gill Amfiteátrum.

## Története
Első mérkőzésüket 1898-ban játszották a salemi Chemawa Indian Institute ellen. A Willamette Egyetem tornatermében játszott mérkőzést 13–11-re megnyerték; a csapat tagjai voltakInez Fuller, Fanny Getty, Dora Hodgin, Blanche Holden, Bessie Smith és Leona „Nonie” Smith.
A csapat hivatalosan az 1899–1900-es tanévben jött létre, elnöke Bessie Smith lett, emellett alelnököt, titkárt és kincstárnokot is választottak, menedzserük pedig J. H. Gallagher lett. 1900 januárjában 47–2-re legyőzték az Albany Főiskola csapatát; egy helyi újság szerint gyors játékukat az ellenfél „tátott szájjal nézte”; az Albany Herald szerint győzelmükhöz hozzájárult a csúszós padló, valamint a szokatlanul nagy stadion és a kicsi labda. Az 1901–02-es szezonban a Chemawa Indian Institute elleni mérkőzés ötven dollárnyi jegybevétele a sportalapba került. A Corvallis Times szerint a női csapat példát mutatott a férfiaknak.
Az 1940-es és 1970-es évek között az egyetemi női kosárlabdacsapat a Női Rekreációs Szövetség klubsportjaként létezett.
Az új csapat 1976-ban jött létre; első szezonjukban eredményük 5–20 volt. 2015 és 2017 között a Pac-12 Conference három bajnokságát megnyerték és háromszor az NCAA-torna nyolc, egyszer pedig négy legjobba közé kerültek.

### Vezetőedzők
Scott Rueck szerződését 2017. október 17-én a 2026–27-es szezonig meghosszabbították. Rueck testnevelés- és sporttudományi alapdiplomáját 1991-ben, testnevelési mesterdiplomáját pedig 1992-ben szerezte az OSU-n.
| Név             | Évek      | Eredmény       |
| --------------- | --------- | -------------- |
| Lynn Guggenheim | 1971–1976 | ?              |
| Mary Covington  | 1976–1978 | 15–30 (.333)   |
| Aki Hill        | 1978–1995 | 274–206 (.571) |
| Judy Spoelstra  | 1995–2005 | 133–158 (.457) |
| LaVonda Wagner  | 2005–2010 | 68–85 (.444)   |
| Scott Rueck     | 2010–     | 297–154 (.659) |

## NCAA-bajnokságok
| Év   | Csoport | Kör                                                       | Ellenfél                                                                                          | Eredmény                      |
| ---- | ------- | --------------------------------------------------------- | ------------------------------------------------------------------------------------------------- | ----------------------------- |
| 1983 | 3       | Első kör Sweet Sixteen                                    | UCLA Bruins Long Beach State Dirtbags                                                             | 75–62 72–92                   |
| 1984 | 5       | Első kör                                                  | Montana Grizzlies                                                                                 | 47–56                         |
| 1994 | 11      | Első kör                                                  | Alabam Crimson Tide                                                                               | 86–96                         |
| 1996 | 6       | Első kör                                                  | Stephen F. Austin Lumberjacks                                                                     | 65–67                         |
| 2014 | 9       | Első kör Második kör                                      | Middle Tennessee Blue Raiders South Carolina Gamecocks                                            | 55–36 69–78                   |
| 2015 | 3       | Első kör Második kör                                      | South Dakota State Jackrabbits Gonzaga Bulldogs                                                   | 74–62 64–76                   |
| 2016 | 2       | Első kör Második kör Sweet Sixteen Elite Eight Final Four | Troy Trojans St. Bonaventure Brown Indians DePaul Blue Demons Baylor Bears UConn Huskies          | 73–31 69–40 83–71 60–57 51–80 |
| 2017 | 2       | Első kör Második kör Sweet Sixteen                        | Long Beach State Dirtbags Creighton Bluejays Florida State Seminoles                              | 56–55 64–52 53–66             |
| 2018 | 6       | Első kör Második kör Sweet Sixteen Elite Eight            | Western Kentucky Hilltoppers Tennessee Volunters Baylor Bears Louisville Cardinals                | 82–58 66–59 72–67 43–76       |
| 2019 | 4       | Első kör Második kör Sweet Sixteen                        | Boise State Broncos Gonzaga Bulldogs Louisville Cardinals                                         | 80–75 76–70 44–61             |
| 2021 | 8       | Első kör Második kör                                      | Florida State Seminoles South Carolina Gamecocks                                                  | 83–59 42–59                   |
| 2024 | 3       | Első kör Második kör Sweet Sixteen Elite Eight            | Eastern Washington Eagles Nebraska Cornhuskers Notre Dame Fighting Irish South Carolina Gamecocks | 73–51 61–51 70–65 58–70       |

## Hazai létesítmények
A Gill Amfiteátrum 1950-es átadása előtt mérkőzéseiket a Női épületben játszották. A férfiak és nők által is használt, 15 millió dollárból épült OSU Basketball Centert 2013-ban adták át.

## Díjak
- Pac-12 év edzője
  - Scott Rueck (2017, 2024)[12][13]
- Pac-12 év játékosa
  - Ruth Hamblin (2015)
  - Jamie Weisner (2016)
- Pac-12 év védőjátékosa
  - Ruth Hamblin (2015, 2016)[14]
  - Gabriella Hanson (2017)[12]
  - Marie Gülich (2018)
- Pac-12 év cserejátékosa
  - Aleah Goodman (2018)[15]
  - Raegan Beers (2023)[16]
  - Timea Gardiner (2024)[17]
- Pac-12 év gólyajátékosa
  - Raegan Beers (2023)[16]
- 10× All-Pac-12 (első körben)
- 22× All-Pac-12
- 4× Pac-12 All-Academic (csapat, első körben)
- 20× Pac-12 All-Academic (csapat)

## Nevezetes játékosok
- Carol Menken-Schaudt, olimpikon[18]
- Jamie Scott, a Connecticut Sun játékosa[19]
- Marie Gülich, a Phoenix Mercury játékosa[20]
- Mikayla Pivec, az Atlanta Dream játékosa[21]
- Ruth Davis, a Dallas Wings játékosa[22]
- Sydney Wiese, a Los Angeles Sparks játékosa[23]

## Fordítás
- Ez a szócikk részben vagy egészben  az   Oregon State Beavers women's basketball című angol Wikipédia-szócikk ezen változatának fordításán alapul.  Az eredeti cikk szerkesztőit annak laptörténete sorolja fel. Ez a jelzés csupán a megfogalmazás eredetét és a szerzői jogokat jelzi, nem szolgál a cikkben szereplő információk forrásmegjelöléseként.